# 斐亞
斐亞也稱克羅美昂尼的牝豬，是希臘神話中登場的野豬。據說是巨人泰風和毒蛇艾奇德娜的女兒。在克羅美昂尼被名為斐亞的女性扶養，所以也稱為斐亞。因作惡而被鐵修斯殺死。